# Procesa del Carmen Sarmiento
Procesa del Carmen Sarmiento y Albarracín (San Juan de la Frontera, 22 d'agost de 1818—15 de setembre de 1899) va ser una pintora i mestra argentina.

## Biografia

### Primers anys
Va néixer a San Juan de la Frontera el 22 d'agost de 1818, filla de Clemente Sarmiento i Paula Albarracín, tots dos membres de família argentines distingides, com la menor de quinze germans. Entre els seus germans destaquen el polític i mestre Domingo Faustino Sarmiento i la mestra Bienvenida Sarmiento, amb la qual va col·laborar activament.
És considerada la primera dona pintora de l'Argentina. Sarmiento va aprendre les primeres lletres amb el seu germà Domingo, mentre que la seva mare la va instruir en manualitats. Des de petita va sentir atracció per l'art. La seva formació artística va començar a San Juan, al Colegio de Santa Rosa, fundat pel seu germà, on va estudiar dibuix i pintura de la mà d'Amadeo Gras. Uns anys més tard ella mateixa va acabar com a directiva i professora del col·legi.

### Exili a Xile
El 1842, juntament amb tota la família, acompanya en l'exili a Xile al seu germà Domingo, i el 1843 s'instal·la a Santiago, on el 1845 va rebre classes del pintor francès Raymond Monvoisin i va ser aprenenta al costat de Franklin Rawson i Gregorio Torres. Des d'aleshores es va dedicar a pintar retrats, alguns dels quals van acabar en oficines públiques de Buenos Aires.
Paral·lelament, va distingir-se com a educadora; va exercir la docència a San Juan, Mendoza i Xile. De fet, quan van exiliar-se, la seva germana Bienvenida i ella van fundar un col·legi femení a San Felipe de Aconcagua que ben aviat va ser conegut per la comunitat com el «Colegio de las Sarmiento». L'ensenyament era impartit per totes dues, quelcom que, en opinió de José Bernardo Suárez, va representar una innovació en aquell moment, ja que habitualment les directores confinaven l'educació de les noies a professors. El 1848 també es va casar amb M. Benjamin Lenoir, un francès emigrat a Amèrica a causa de la revolució francesa de 1848; tots dos van passar a viure a Copiapó i van fundar un col·legi de nenes.
No obstant això, no va desvincular-se mai del món artístic. El 1850 va ser impulsora, juntament amb Franklin Rawson i Domingo Faustino Sarmiento, d'una col·lecció d'art que va ser la base de l'actual Museu Provincial de Belles Arts Franklin Rawson.

### Retorn a San Juan
Acabada l'època de Rosas el 1852, tota la família es va instal·lar de nou a l'Argentina i tant ella com la seva germana van continuar dedicant-se a la tasca educativa. Quan va tornar a San Juan, va esdevenir professora de pintura del Colegio de Santa Rosa, on ella s'havia format. També va participar de la vida social de la ciutat, sent elegida presidenta de la Societat de Beneficència el 1878.
Pel que fa a la seva tasca artística, el 1882 va participar en l'Exposició de Pintura de Buenos Aires, on va obtenir la medalla de plata, i el 1884 en el Saló de Pintura de San Juan.
Finalment, Procesa Sarmiento va morir el 15 de setembre de 1899 als 81 anys. Va ser enterrada al panteó familiar dels Sarmiento al cementiri de San Juan de la Frontera.

## Obra
Sarmiento va destacar sobretot com a retratista, destacant els retrats de Manuel Montt, el del general Juan Gregorio de las Heras, el del seu germà Domingo, entre d'altres, encara que també va fer algunes miniatures, paisatges, bodegons i motius religiosos. Va treballar amb el llapís, la tinta xinesa, la pintura a l'oli, l'aquarel·la i les tècniques mixtes.